# Harlem Yu
Harelm Yu Cheng Qin (cinese tradizionale: 庾澄慶; cinese semplificato: 庾澄庆; pinyin: Yú Chéngqìng; Taipei, 28 luglio 1961) è un cantante, compositore e conduttore televisivo taiwanese.
Egli è il creatore delle prime canzoni rap in cinese, e la prima persona ad aver sperimentato lo stile R&B nella musica cinese. Yu non è solamente un cantante molto affermato, ma anche un presentatore televisivo di successo di molti spettacoli di varietà, tra i quali è da ricordare l'intramontabile "Super Sunday". È sposato con Annie Shizuoka Inoh dal 2000.

## Discografia
| Nome dell'album               | Data di pubblicazione | 發行       |
| ----------------------------- | --------------------- | ---------- |
| 傷心歌手                      | 12 dicembre 1986      | 福茂唱片   |
| 報告班長(EP)                  | 1º giugno 1987        | 福茂唱片   |
| 我知道我已經長大              | 6 ottobre 1987        | 福茂唱片   |
| 錯過的愛                      | 2 agosto 1988         | 福茂唱片   |
| 讓我一次愛個夠                | 20 luglio 1989        | 福茂唱片   |
| 改變所有的錯                  | 13 aprile 1990        | 福茂唱片   |
| 管不住自己                    | 6 luglio 1991         | 福茂唱片   |
| 頂尖拍檔                      | 30 luglio 1992        | 福茂唱片   |
| 哈林音樂電台                  | 2 ottobre 1992        | 福茂唱片   |
| 老實情歌                      | 9 settembre 1993      | 福茂唱片   |
| 原音重現                      | 25 gennaio 1994       | 福茂唱片   |
| 靠近                          | 9 giugno 1995         | 新力音樂   |
| 哈林夜總會                    | 10 dicembre 1995      | 新力音樂   |
| 請開窗                        | 23 settembre 1996     | 新力音樂   |
| MTV Unplugged                 | 17 dicembre 1997      | 新力音樂   |
| 哈林音樂頻道                  | 14 maggio 1997        | 新力音樂   |
| 只有為你                      | 25 novembre 1997      | 新力音樂   |
| 哈寶寶我來了                  | 1º aprile 1998        | 新力音樂   |
| 哈林NO.1精選$輯               | 10 luglio 1998        | 新力音樂   |
| 別走(EP)                      | 19 agosto 1998        | 新力音樂   |
| 我最熟悉                      | 4 maggio 1999         | 新力音樂   |
| 哈LLYWOOD 哈林音樂電影院      | 5 gennaio 2000        | 新力音樂   |
| 海嘯                          | 10 maggio 2001        | 新力音樂   |
| 哈世紀 Live Show              | 22 gennaio 2002       | 新力音樂   |
| 失物招領 愛你在庾式情歌蔓延時 | 13 novembre 2002      | 福茂唱片   |
| 哈林天堂                      | 6 giugno 2003         | 新力音樂   |
| 戒不掉                        | 14 luglio 2006        | 新力博德曼 |
| 哈林夜總會Lady's Night        | 12 dicembre 2008      | 福茂唱片   |
| 關不掉的月光                  | 3 maggio 2013         | 福茂唱片   |